# The Bright Sessions
The Bright Sessions è un podcast audio drama di fantascienza creato da Lauren Shippen e con Julia Morizawa nel ruolo della dottoressa Bright. Gli eventi del podcast hanno luogo in un universo immaginario in cui esistono individui con superpoteri, chiamati "atipici". La dottoressa Bright è una terapista e il podcast inizialmente si concentra sulle sue sessioni con vari pazienti.

## Trama

### Prima stagione
La prima stagione si concentra sulle sedute di terapia della Dtt.ssa Bright con tre pazienti: Sam Barnes che può viaggiare nel passato, Chloe Turner che è telepatica e Caleb Michaels, un empatico. Sam è una nuova paziente che soffre di attacchi di panico che la fanno tornare indietro nel tempo e la Dtt.ssa Bright cerca di aiutarla con la sua ansia, di modo che possa avere un maggiore controllo sulle sue capacità. Caleb è un liceale che inizia ad avere problemi quando scopre che un compagno di classe riesce a sopraffare i suoi poteri. Anche Chloe è una nuova paziente, mandata dalla dottoressa Bright da sua madre, che inizialmente crede di poter sentire le voci degli angeli.

### Seconda stagione
Nel primo episodio della seconda stagione, viene presentato Damien. È un manipolatore di menti che ha usato la sua capacità per costringere la Dtt.ssa Bright a fargli da terapista. In questa stagione viene introdotto anche l'Agente Green. Caleb racconta ad Adam della sua abilità e iniziano a frequentarsi. Sam e la Dtt.ssa Bright iniziano a ideare un piano per allontanare il fratello della dottoressa, Mark, dall'AM. Chloe incontra Sam e Caleb. La stagione si conclude con Sam e la Dtt.ssa Bright che, insieme a Damien, portano Mark fuori dall'AM. Tuttavia, la curiosità di Damien per l'abilità di Mark lo porta a rapirlo per utilizzarlo per i suoi mezzi.

## Cast e personaggi
- Julia Morizawa ruolo della Dtt.ssa Joan Bright:
La Dtt.ssa Bright è il personaggio da cui prende il nome podcast ed è una psicologa specializzata in terapia per atipici, individui con poteri. Successivamente viene rivelato che una volta lavorava per l'organizzazione non a scopo di lucro AM e sta cercando di liberare suo fratello dalla struttura dell'organizzazione.
- Lauren Shippen nel ruolo di Samantha "Sam" Barnes:
Sam è una nuova paziente della Dtt.ssa Bright che soffre di ansia e può viaggiare nel tempo.
- Briggon Snow nel ruolo di Caleb Michaels:
Uno studente di liceo con capacità empatiche che ha problemi a controllare le proprie emozioni a causa del suo potere.
- Anna Lore nel ruolo di Chloe Turner:
Un'atipica con la capacità di leggere nel pensiero. Credendo inizialmente che le voci che sente siano angeli, inizia a vedere la Dtt.ssa Bright per volere di sua madre.
- Charlie Ian nel ruolo di Damien:
Un uomo con il potere di manipolare i desideri degli altri . Usa questa capacità per costringere la Dtt.ssa Bright a fargli da terapista.
- Ian McQuown nel ruolo dell'agente Green:
L'ex della Dtt.ssa Bright che lavora per il misterioso AM.
- Alex Gallner nel ruolo di Adam Hayes:
Un compagno di classe di Caleb che lo aiuta a controllare il suo potere.
- Andrew Nowak nel ruolo di Mark Bryant:
Il fratello minore della Dtt.ssa Bright che è stato rapito e usato come cavia dall'AM. Può imitare le abilità di altri atipici vicini.
- Alex Marshall-Brown nel ruolo di Wadsworth:
Una dei direttori dell'AM.
- Phillip Jordan nel ruolo di Frank Sawyer:
Un veterano militare senzatetto con cui Chloe fa amicizia. Faceva parte di un esperimento militare con l'AM per dare alla gente comune abilità atipiche.
- Alanna Fox nel ruolo di Rose Atkinson:
Una nuova paziente della Dtt.ssa Bright con narcolessia che può entrare nei sogni di altre persone e manipolarli. Viene da una famiglia di atipici.

## Produzione
In un'intervista, Shippen ha rivelato che il primo personaggio creato per il podcast è stato Sam. Aveva pensato di creare un personaggio che avesse la capacità di viaggiare "in romanzi famosi", ma ha poi deciso di trasformare il personaggio in un viaggiatore nel tempo poiché era più facile da scrivere. Nello stesso periodo, Shippen ascoltava podcast e credeva che sarebbe stato interessante sentire le conversazioni tra un viaggiatore nel tempo e un terapista. Da quel momento in poi, ha iniziato a creare anche gli altri personaggi.

## Accoglienza
David Chang di Medium, recensendo la prima stagione, ha dato al podcast una recensione positiva e lo ha descritto come un "incrocio tra In Treatment e X-Men". Ha elogiato la scrittura, definendola "tagliente e drammatica", e le interpretazioni vocali degli attori. Ha concluso dicendo che nonostante il podcast sembri limitato, a causa del fatto che si concentra esclusivamente sulle sessioni di terapia, funziona comunque.
Wired ha definito The Bright Sessions uno dei 10 migliori podcast del 2016, descrivendolo come "metà Professor X e metà Sigmund Freud", e affermando che è divertente e intrigante. Allo stesso modo Popular Science ha elogiato The Bright Sessions e lo ha definito uno dei podcast "che ogni nerd dovrebbe ascoltare".

## Altri media

### Adattamento televisivo
Il 17 luglio 2017, è stato annunciato che Lauren Shippen stava lavorando a un adattamento televisivo di The Bright Sessions con Gabrielle Stanton.

### Letteratura
Il 31 gennaio 2018, è stato annunciato che Lauren Shippen avrebbe scritto una trilogia di romanzi young adult ambientata nello stesso universo del podcast, pubblicata da Tor Teen. Il primo romanzo, The Infinite Noise, è stato pubblicato nel settembre 2019, concentrandosi su Caleb e Adam durante gli eventi del podcast. Il secondo romanzo, A Neon Darkness, è stato pubblicato nel settembre 2020 e segue la backstory di Damien nel 2006. Il terzo romanzo si concentrerà su Rose Atkinson.